# 稲沢銀行
株式会社稲沢銀行（いなざわぎんこう）は、かつて愛知県中島郡稲沢町（現在の稲沢市）大字稲沢字稲葉町1909番地に本店を置いていた銀行。1900年（明治33年）設立。1945年（昭和20年）に東海銀行（現在は三菱UFJ銀行が承継）に戦時統合された。

## 歴史

### 設立

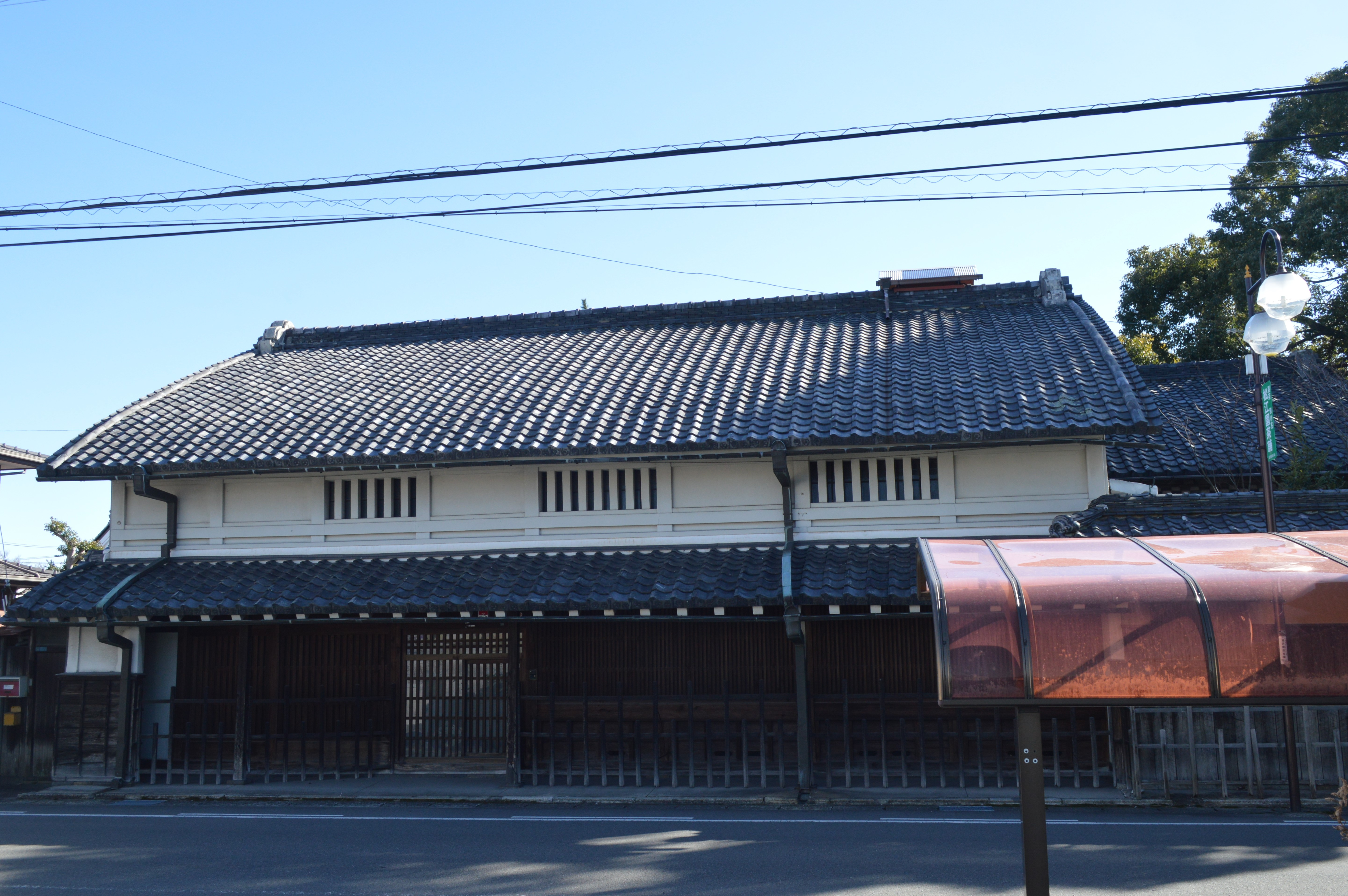
初代頭取を務めた山田市三郎家

1900年（明治33年）4月22日、愛知県中島郡稲沢町（現在の稲沢市）に稲沢銀行が設立された。設立時の資本金は15万円。発起人は山田市三郎、原平左衛門、田中甚三郎、山田文七、山田藤吉、山田半三郎、飯田要吉、田島新蔵、田島新三郎、石黒清助、三輪常三郎の11人だった。後の稲沢市域に本店を持つ初の銀行である。
稲沢町は江戸時代に美濃路稲葉宿が置かれた宿場町である。中島郡は名古屋市の近郊地域に位置することから、比較的早く商品作物が農業に導入された地域である。発起人の中心人物は、1924年（大正13年）時点で51町歩を所有する大地主の山田一族であり、発足時には山田市三郎が取締役頭取に、三輪常三郎が取締役支配人に、原平左衛門と田中甚三郎が取締役に、山田文七と山田藤吉が監査役に就任した。山田市三郎家は江戸時代に尾張藩の為替御用達を務めた素封家であり、総株数の10%にあたる300株を引き受けている。

### 発展
1907年（明治40年）頃には中島郡稲沢町に本店を有し、稲沢町、萩原町、明治村に計3店舗の支店を有し、稲沢町（3店舗）、萩原町（3店舗）、明治村（4店舗）、大里村（3店舗）、大和村（3店舗）、朝日村（3店舗）、千代田村に計20店舗の営業所を有していた。
1913年（大正2年）8月15日、中島郡稲沢町大字稲沢字稲葉町1909番地に本店を新築して移転した。この時期には多数の銀行が乱立しており、1918年（大正7年）12月には過当競争を抑止するために中尾銀行同盟が結成され、稲沢銀行本支店、清洲銀行本支店、明治銀行枇杷島支店、村瀬銀行枇杷島支店・西春支店・稲沢支店が加盟している。1920年（大正9年）7月20日には山田市三郎に代わって山田佑一が取締役頭取に就任し、1926年（大正15年）7月20日には三輪常三郎に代わって山田十一郎が取締役に就任した。

### 戦時統合

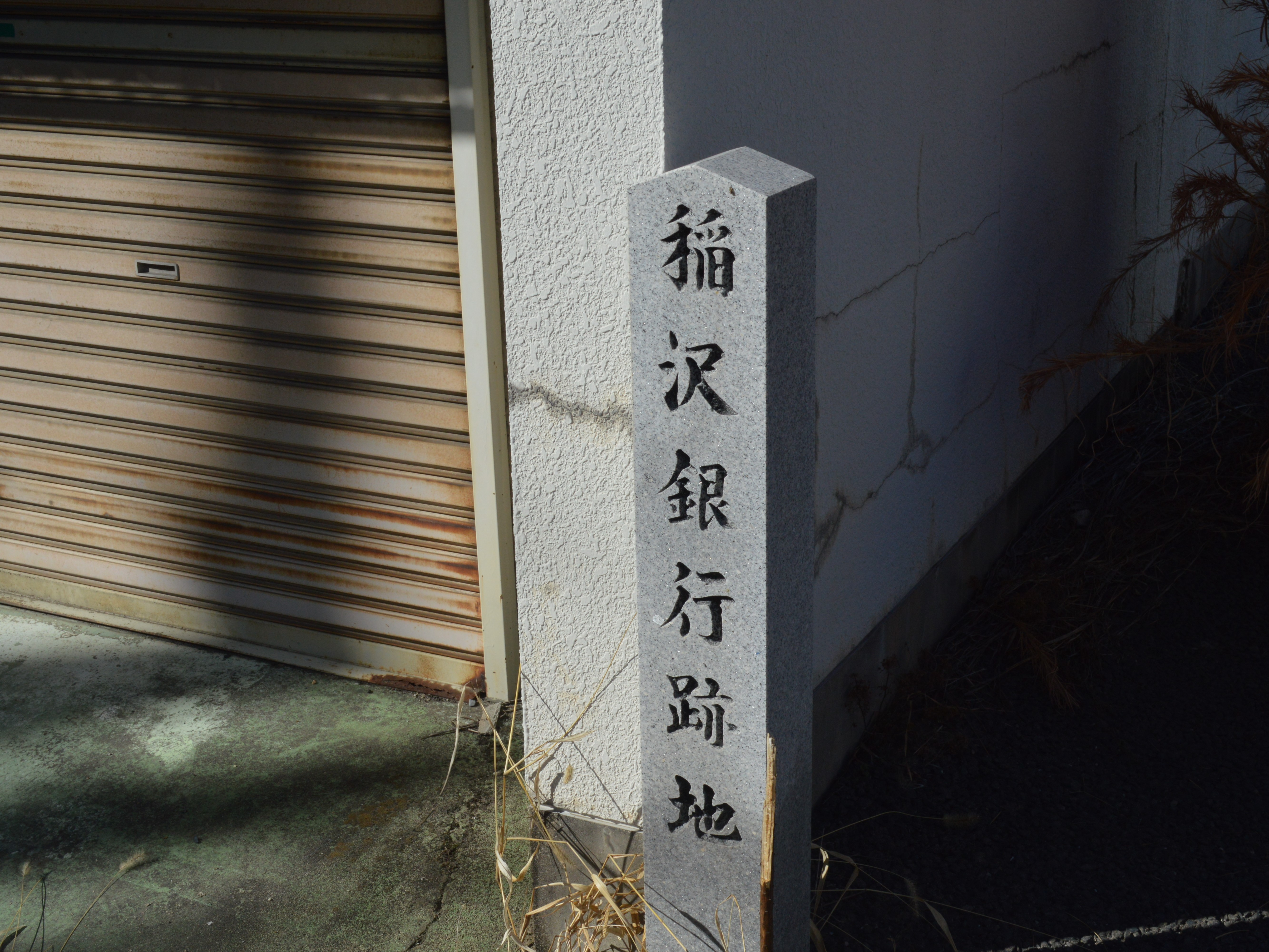
本店跡地の石碑

十五年戦争下には千秋銀行や清洲銀行の営業権を譲り受け、1939年（昭和14年）には尾張地方唯一の本店銀行となった。しかし、戦時下の一県一行主義（戦時統合）によって、1945年（昭和20年）前半には岡崎銀行や大野銀行とともに東海銀行（現在は三菱UFJ銀行が承継）への合併が決定された。終戦の日である8月15日の臨時株主総会で合併が認められ、9月17日に東海銀行に合併された。
本店跡地には「稲沢銀行跡地」という石碑が建っている。

## 営業所
本店・支店
- 本店
- 萩原支店 - 1900年（明治33年）6月設置。
- 東支店
- 井堀支店 - 1909年（明治42年）8月28日設置。
- 明治支店 - 1919年（明治8年）11月1日設置。
- 小牧支店 - 1935年（昭和10年）4月5日設置。
- 千秋支店 - 1937年（昭和12年）4月1日設置。
- 祖父江支店 - 1937年（昭和12年）7月5日設置。
- 清洲支店 - 1937年（昭和12年）8月19日設置。
- 甚目寺支店 - 1937年（昭和12年）8月19日設置。
- 名古屋浄心支店 - 1938年（昭和13年）6月4日設置。
- 新川支店 - 1938年（昭和13年）8月8日設置。
- 犬山支店 - 1939年（昭和14年）1月4日設置。
- 一宮支店 - 1939年（昭和14年）12月4日設置。
- 津島支店 - 1940年（昭和15年）11月5日設置。

出張所
- 下市場出張所 - 1937年（昭和12年）4月1日設置。
- 神野出張所 - 1937年（昭和12年）4月1日設置。
- 東支店多加木出張所 - 1937年（昭和12年）2月28日廃止。
- 下津出張所 - 1937年（昭和12年）8月19日設置。
- 四ツ家出張所 - 1937年（昭和12年）8月19日設置。
- 丸ノ内出張所 - 1937年（昭和12年）8月19日設置。1938年（昭和13年）8月6日廃止。
- 浅野出張所 - 1938年（昭和13年）8月13日廃止。
- 岩倉北島代理店 - 1938年（昭和13年）8月13日廃止。